# Clytocerus pulvereus
Clytocerus pulvereus és una espècie de dípter pertanyent a la família dels psicòdids present a França, Grècia i el territori de l'antiga República Federal Socialista de Iugoslàvia.